# Prallplattenwaage
Die Prallplattenwaage, auch oft als Schüttgutwaage bezeichnet, wird zur kontinuierlichen Gewichtsmessung von Schüttgütern in geschlossenen Systemen verwendet.  
Die Waage kann für Überwachung im Fertigungsprozess bzw. für exakte Mengenabfüllung verwendet werden. Angezeigt werden die Gesamtmenge der aktuellen Charge, aktueller Durchfluss und weitere Daten. Die Waage kann für verschiedene Produkte kalibriert werden, wie zum Beispiel Pulver, Mehle, Granulate oder Getreide. 

## Messprinzip
Beim Einwirken auf die Prallplatte erzeugt die Aufprallkraft des Schüttgutes eine mechanische Auslenkung. Diese wird durch einen Sensor ermittelt und in ein elektrisches Signal umgewandelt. Die Prallplatte ist nur über einen Hebel mit der Messeinrichtung verbunden. Wenn das Schüttgut auf die Prallplatte trifft, kann die Aufprallkraft durch die Auslenkung gemessen werden. Das Ausgangssignal wird anschließend ausgewertet.